# Balanzone
Balanzone, conosciuto anche come dottor Balanzone (in bolognese Dutåur Balanzån), è una maschera di origine bolognese. Appartiene alla schiera dei "vecchi" della commedia dell'arte, talvolta è chiamato dottor Graziano o semplicemente il Dottore.
Nella versione goldoniana de Il servitore di due padroni prende il nome di dottor Lombardi.

## Caratteristiche
Nativo di Bologna, è il classico personaggio "serio", saccente e presuntuoso. Si tratta di un dottore in Legge: egli è infatti la caricatura del dotto e tronfio leguleio bolognese. Il suo stesso nome lo dimostra, infatti Balanzone deriva dal bolognese balanzån, ovvero bilancione, bilancia, ossia il simbolo della Legge.
Uomo dalle guance rosse e grosse, ha una grossa pancia ed è solito gesticolare molto. Indossa una piccola maschera che ricopre solo le sopracciglia e il naso, appoggiandosi su due grandi baffi. Il suo costume rappresenta l'abito dei professori dell'Università di Bologna: toga nera, colletto e polsini bianchi, gran cappello alla bolognese, giacca e mantello nero.
Pignolo, cavilloso, trova ogni minima scusa per iniziare uno dei suoi infiniti discorsi senza senso. Sempre pronto a vantarsi dei suoi titoli, dice di conoscere ogni campo della scienza umana: diritto e legge prima di tutto, ma anche storia, astrologia, filosofia; di questi argomenti parla in maniera noiosa e prolissa, mescolandoli in un groviglio inestricabile.
Gode di molta stima tra le altre maschere che spesso si rivolgono a lui per un parere legale: egli non nega il suo aiuto ma sempre coglie l'occasione per fare la cosa che più gli piace: parlare ed elargire pareri di nessun valore.

## Burattino
La figura del dottor Balanzone è spesso presente anche nel teatro dei burattini bolognese, accanto a personaggi come Fagiolino, Sganapino e Sandrone.

## I Balanzoni
I Balanzoni sono un piatto tipico felsineo il cui nome si rifà proprio alla celebre maschera bolognese. Si tratta di una pasta fresca verde (per via degli spinaci usati nell'impasto) la cui forma ricorda quella dei tortellini e il cui ripieno è preparato con ricotta e mortadella (alcuni li chiamano “tortelli matti”). La ricetta di questo piatto è piuttosto recente e risale alla seconda metà del Novecento: si narra che nel secondo dopoguerra, quando l’economia domestica era fondamentale e si dovevano ridurre al minimo gli sprechi, una sfoglina intraprendente avrebbe utilizzato ciò che rimaneva della sfoglia verde delle lasagne per creare dei tortelli farciti con gli ingredienti che aveva a disposizione in cucina (ricotta e mortadella). Il nuovo formato di pasta venne chiamato "Balanzone" proprio per sottolinearne la quintessenza bolognese, data dalla forma simile a quella del tortellino, dal colore verde proprio delle lasagne e dall'uso dell'insaccato più tipico di Bologna, la mortadella.